# Fontaines-sur-Marne
Fontaines-sur-Marne è un comune francese di 159 abitanti situato nel dipartimento dell'Alta Marna nella regione del Grand Est.

## Società

### Evoluzione demografica
Abitanti censiti